# Euproctis
Euproctis é um gênero de traça pertencente à família Arctiidae.